# Haplochernes norfolkensis
Haplochernes norfolkensis är en spindeldjursart som beskrevs av Beier 1976. Haplochernes norfolkensis ingår i släktet Haplochernes och familjen blindklokrypare. Inga underarter finns listade i Catalogue of Life.